# Téglavörös susulyka
A téglavörös susulyka (Inocybe erubescens) a susulykafélék családjába tartozó, mérgező gombafaj.  
Termőteste kezdetben fehér, de később téglavörös árnyalatúvá válik, kissé kúpos kalappal; lemezei kezdetben fehérek, de színük később olajzöldes-barnába megy át; a nyél színe előbb fehér, majd ez is téglapiros lesz. Májustól júliusig ritkás lomberdőkben, parkokban, kertekben helyenként gyakori, másutt ritka. 

## Megjelenése
Kalapja 3-8 (12) cm széles, kúpos-harang alakú, fiatalon fehéres, szalmasárga, majd téglavörösre színeződik, felülete sugarasan szálas-selymes, széle hullámos, behasadozó. Lemezei fiatalon fehéresek, majd rózsásak, végül piszkos olívbarnásak, vörösbarnásak lesznek, élük világosabb. Tönkje hengeres, gyakran vaskos, a kalapnál kissé világosabb, vörösödő. Húsa fehéres, gyengén vörösödő, fiatalon kellemesen édeskés, gyümölcsillatú, idősen kellemetlen szagú lehet. 

### Hasonló fajok
Hasonlít hozzá a májusi pereszke vagy a piruló susulyka. Ez az egyik legnagyobb termetű susulyka fajunk.

## Előfordulása
Májustól júliusig, lomberdőben, erdőszélen, parkokban, füves területeken is, főként meszes talajon. Magyarországon nem gyakori.

## Toxicitása
Mérgező gomba, fogyasztása súlyos egészségkárosodást, vagy halált is okozhat!  Nagy mennyiségben tartalmaz muszkarint. A mérgezés tünetei ½ - 4 óra múlva jelentkeznek, verejtékezés, látászavarok, rosszullét és hányás-hasmenés formájában. Súlyos esetekben keringési elégtelenség miatt akár halált is okozhat.

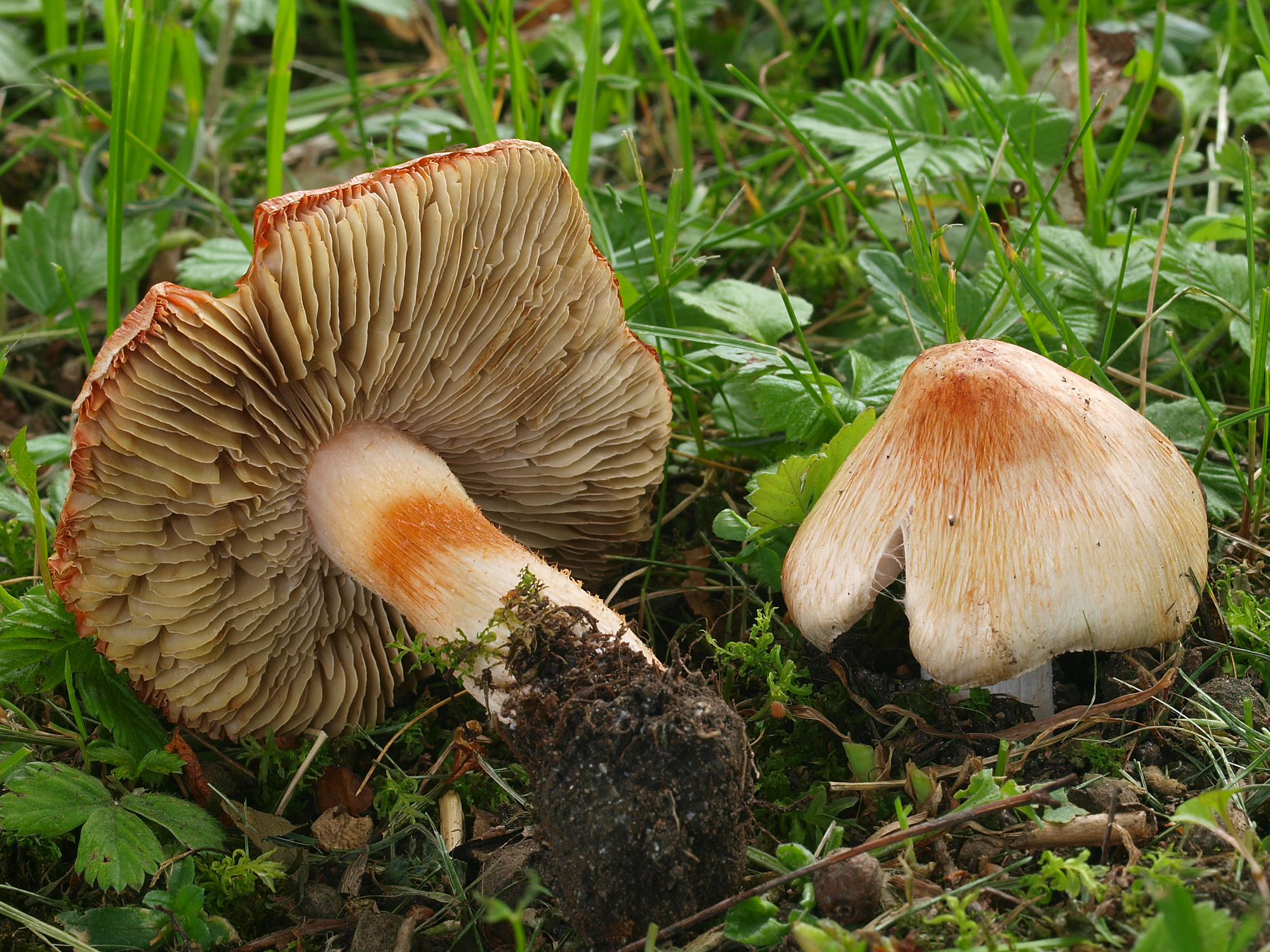
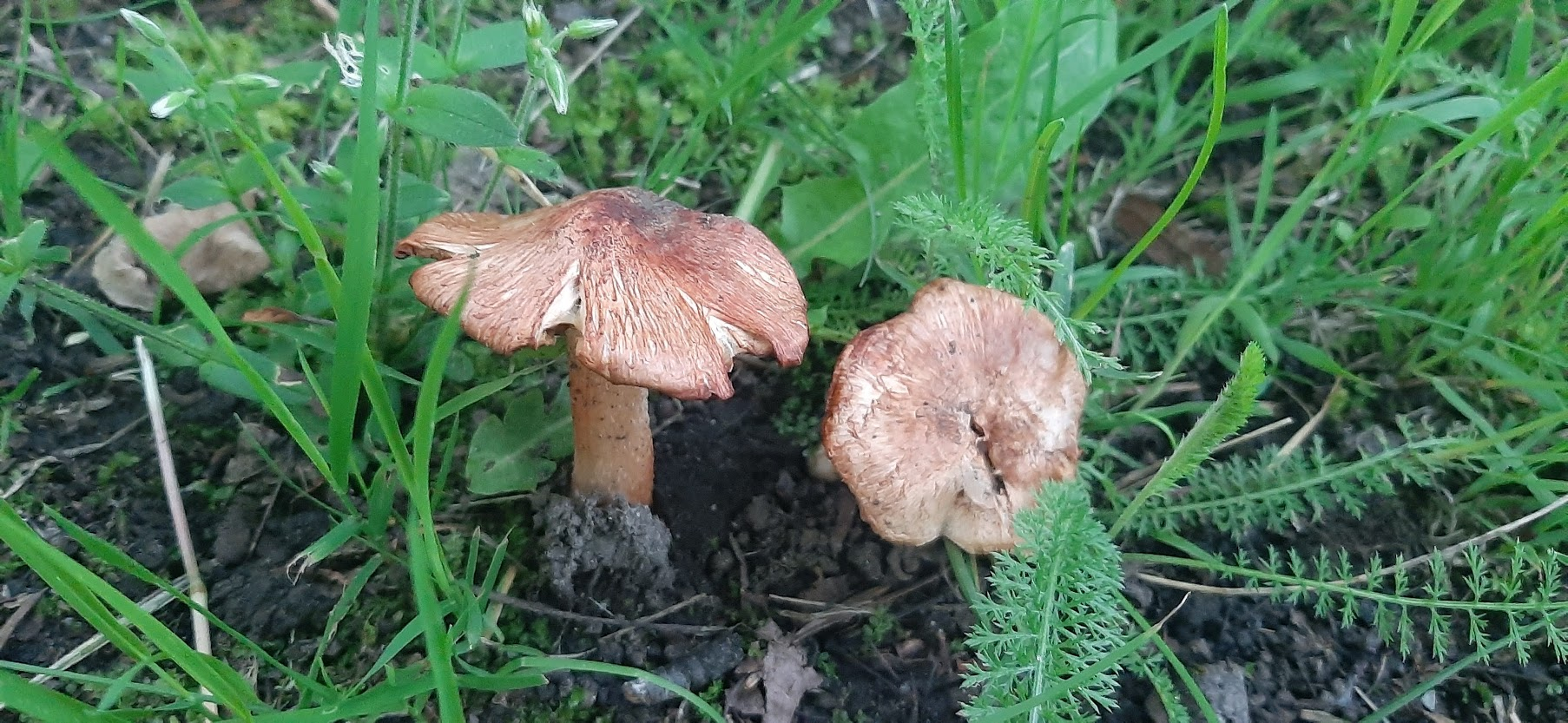
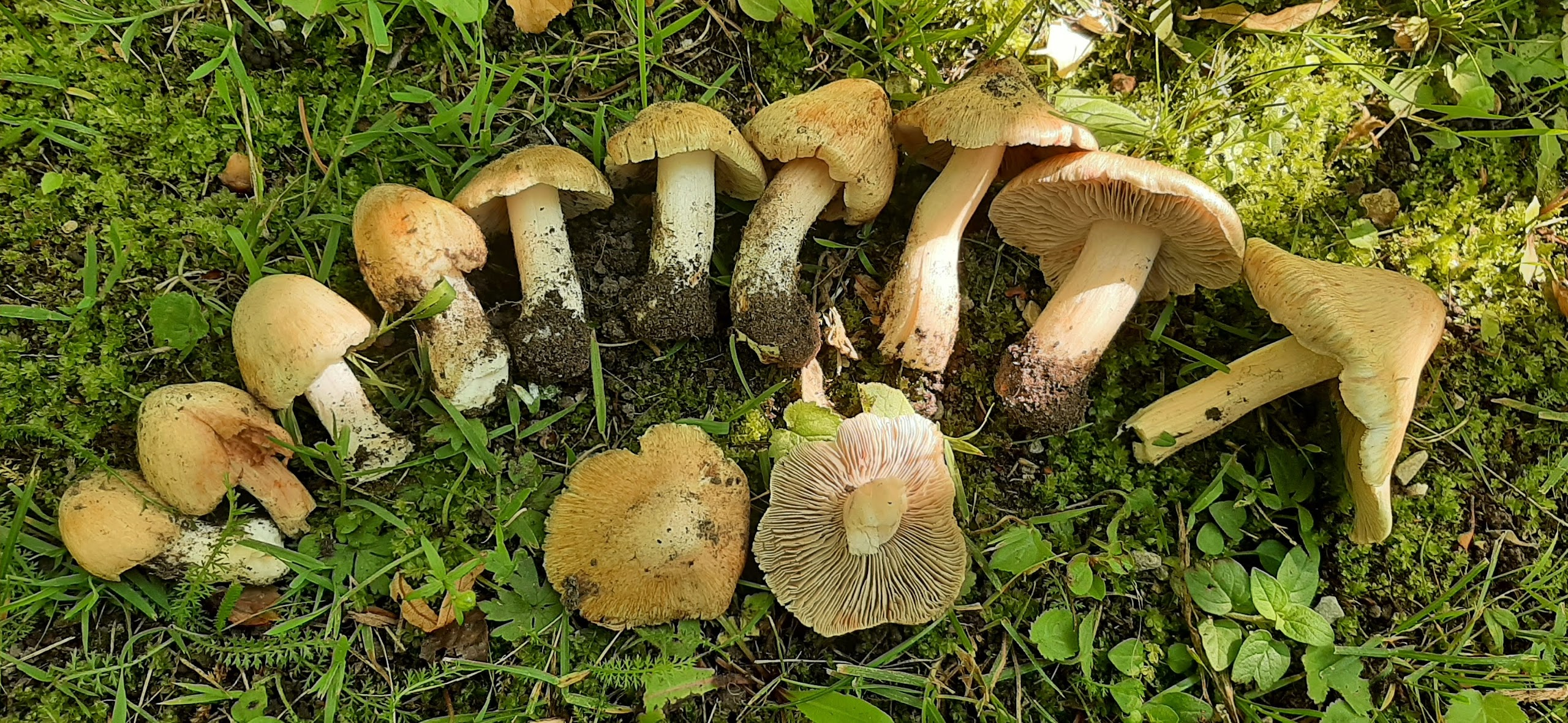
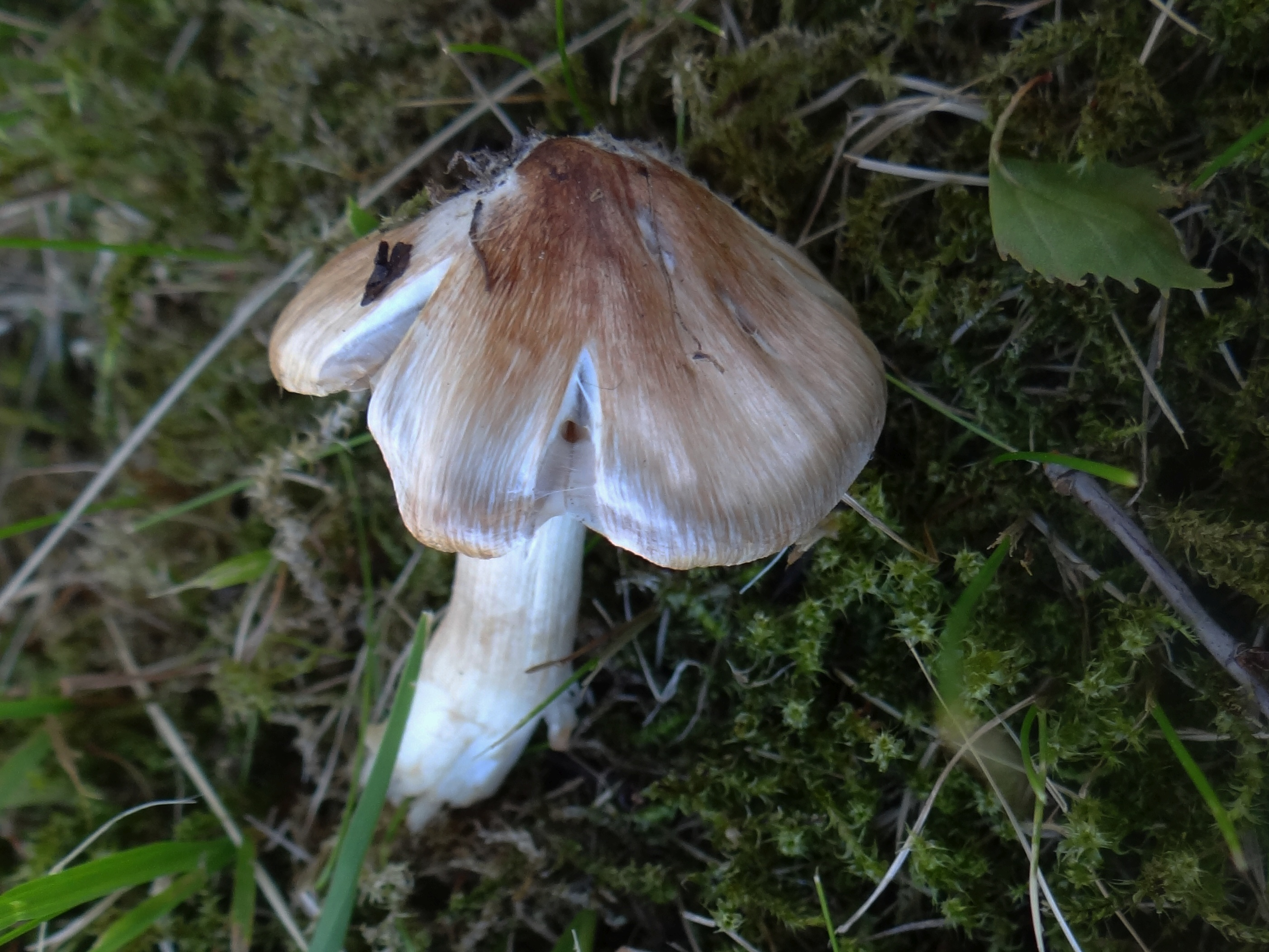